# Квемо-Араниси
Квемо-Араниси (груз. ქვემო არანისი) — село в Грузии, в муниципалитете Душети края Мцхета-Мтианети. 

## География
Село расположено в центральной части края, в 7 километрах по прямой к северо-востоку от центра муниципалитета Душети. Высота центра — 740 метров над уровнем моря.

## Население
По данным переписи населения 2014 года, в селе проживало 168 человек.
| Год  | Население |
| ---- | --------- |
| 2002 | 284       |
| 2014 | 168       |